# أمبروسيوس عبده
الأسقف أمبروسيوس عبده (8 يناير 1820، حلب - 1876، القدس) هو أسقف والنائب البطريركي لكنيسة الروم الملكيين الكاثوليك في القدس.

## سيرته
ولد أمبروسيوس عبده في 8 يناير 1820 في حلب و كرسه البطريرك أكليمنضوس بحوث أسقفًا وشارك في تكريسه الأسقفان غريغوريوس عطا أسقف حمص وحماة ويبرود و يعقوب حلياني أسقف دمشق و عينه في الوقت ذاته نائبًا بطريركيًا لكنيسة الروم الملكيين الكاثوليك في القدس في 1 أبريل 1860 و لم يمارس صلاحياته في النيابة البطريركية إلى أن عين أسقفًا على زحلة في 1866.
و في عام 1864 عُين نائبًا بطريركيًا لمصر والسودان و شارك في تكريس الأسقف إبراهيم أغابيوس بشاي النحال في 15 أبريل 1866. و يظهر من كتابات بعض المؤرخين أن أسقفية زحلة بقيت بلا أسقف منذ وفاة أسقفها باسيليوس شاهيات و تطور الخلاف إلى صدام أدى لإصابات بين أفراد عائلات زحلية. و لم يتمكن البطريرك أكليمنضوس بحوث من تعيين أسقفًا لزحلة إلى أن تقاعد في 13 أغسطس 1864. و بعد تولي البطريرك غريغوريوس الثاني يوسف السدة البطريركية في 1 أكتوبر 1864 قرر أن يعين أمبروسيوس عبده أسقفًا لزحلة وفرزل في 15 نوفمبر 1866 حسمًا للخلافات رغم اعتراضات الأهالي حيث أنه من مواليد حلب. و أثناء أسقفيته أنشأ مدرسة للغات في زحلة.
شارك الأسقف أمبروسيوس أثناء توليه أسقفية زحلة وفرزل في أعمال المجمع الفاتيكاني الأول المنعقد بين عامي 1869 و1870.
ثم استقال برضاه من منصبه أسقفًا لزحلة وطلب الذهاب للقدس فعُين نائبًا بطريركيًا هناك في 24 ديسمبر 1875 و توفي في السنة التالية.

## مؤلفاته
ألف الأسقف أمبروسيوس عبده ستة كتب دينية، منها (مزيل الشك والارتياب بانبثاق الروح القدس من الابن كانبثاقه من الآب) و (كنز الرياضة الروحية).